# Donaldas Kairys

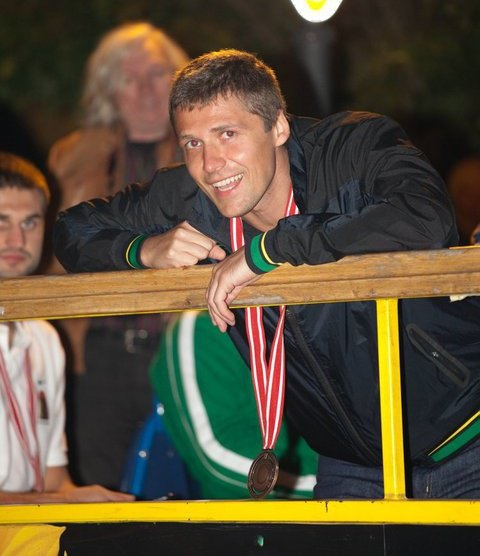
Donaldas Kairys (FIBA World Championship, Türkei)

Donaldas Kairys (* 6. März 1977 in Šilutė, Litauische SSR) ist ein litauischer Basketballtrainer und ehemaliger Basketballspieler.

## Trainer-Karriere
Donaldas Kairys arbeitete bei den San Antonio Spurs, „Lietuvos rytas Vilnius“, PBK ZSKA Moskau, BK Chimki als Scout und Spielanalytiker sowie seit 2007 als Trainerassistent bei der litauischen Basketballnationalmannschaft. Im Frühling 2007 leitete er ein Team bei NKL aus Šilutė, ab 2009 trainierte er als Cheftrainer den ASK Riga.
2011 war er Trainer der Nationalmannschaft bei der Basketball-Europameisterschaft 2011.

## Spieler
- 1996–1997: Warren Wilson College, USA.
- 1997–1998: Šilutė
- Lietuvos krepšinio lyga (Division II).